# 1892 dans le catholicisme
Chronologie du catholicisme
- 1888
- 1889
- 1890
- 1891
- 1892
- 1893
- 1894
- 1895
- 1896

Cet article présente les faits marquants de l'année 1892 dans le catholicisme.

## Évènements
- 16 février : Encyclique Au milieu des sollicitudes de Léon XIII

## Naissances
- 2 janvier : Bienheureux Zoltán Meszlényi, prélat hongrois, évêque auxiliaire d'Esztergom et évêque titulaire de Sinope (de), martyr du communisme († 4 mars 1951)
- 11 janvier : Francis Xavier Ford, prélat et missionnaire américain, évêque de Meixian, martyr du communisme, serviteur de Dieu († 21 février 1952)
- 23 janvier : Augustin Ceuneau, prêtre, historien et auteur français († 19 avril 1952)
- 11 février : Pierre Jobit, prêtre et historien français († 21 août 1972)
- 12 février : Josyf Slipyj, cardinal ukrainien, archevêque majeur de Lviv des Ukrainiens († 7 septembre 1984)
- 16 février : Anselmo Albareda, cardinal espagnol de la Curie, précédemment archevêque titulaire de Gypsaria (de) († 19 juillet 1966)
- 28 février : Bienheureux Vilmos Apor, prélat hongrois, évêque de Győr, martyr du communisme († 2 avril 1945)
- 3 mars : Mathurin Blanchet, prélat italien, évêque d'Aoste puis évêque titulaire de Limata (de) († 9 novembre 1974)
- 29 mars : József Mindszenty, cardinal hongrois, archevêque d'Esztergom, primat de Hongrie, opposant aux dictatures, vénérable († 6 mai 1975)
- 15 avril : 
  - Joseph-Charles Lefèbvre, cardinal français, archevêque de Bourges († 2 avril 1973)
  - Gregor Schwake, prêtre bénédictin, compositeur et opposant allemand au nazisme († 13 juin 1967)
  - Cesare Zerba, cardinal italien de la Curie, précédemment archevêque titulaire de Colosses (de) († 11 juillet 1973)
- 21 mai : Gottlieb Söhngen, prêtre et théologien allemand († 14 novembre 1971)
- 21 juin : Jozef Raskin, prêtre et missionnaire belge en Chine puis résistant au nazisme, décapité († 18 octobre 1943)
- 4 juillet : Camille Verfaillie, prélat et missionnaire belge, vicaire apostolique de Stanleyville et évêque titulaire d'Oea († 22 janvier 1980)
- 20 juillet : Joseph Elmer Ritter, cardinal américain, archevêque de Saint-Louis († 10 juin 1967)
- 31 juillet : Joseph Charbonneau, prélat canadien, archevêque de Montréal († 19 novembre 1959)
- 2 septembre : Bienheureux Lazër Shantoja, prêtre albanais, martyr du communisme († 5 mars 1945)
- 12 septembre : 
  - Joseph-Paul Strebler, prélat et missionnaire français, archevêque de Lomé († 12 mars 1984)
  - Jean Villepelet, prélat français, évêque de Nantes puis évêque titulaire de Rucuma (de) († 23 janvier 1982)
- 18 septembre : Louis Delmotte, prélat belge, évêque de Tournai († 29 août 1957)
- 23 septembre : Lorenz Jaeger, cardinal allemand, archevêque de Paderborn († 1er avril 1975)
- 27 septembre : Georges Debray, prélat français, évêque de Meaux († 29 avril 1961)
- 12 octobre : Antonio María Barbieri, premier cardinal uruguayen, archevêque de Montevideo († 6 juillet 1979)
- 20 novembre : Bienheureux Alexandre Sirdani, prêtre jésuite et intellectuel, martyr du communisme († 29 juillet 1948)
- 18 décembre : Kilian Kirchhoff, prêtre franciscain allemand, opposant au nazisme exécuté († 24 avril 1944)
- 22 décembre : Peter Tatsuo Doi, premier cardinal japonais, archevêque de Tokyo († 21 février 1970)
- 23 décembre : 
  - Bienheureuse Maria Gargani, religieuse italienne, fondatrice des Sœurs apôtres du Sacré-Cœur († 23 mai 1973)
  - Bienheureux François Rogaczewski, prêtre et martyr polonais du nazisme († 11 janvier 1940)

## Décès
- 9 janvier : Odon Thibaudier, prélat français, archevêque de Cambrai (° 30 septembre 1823)
- 12 janvier : Saint Antoine-Marie Pucci, prêtre italien (° 16 avril 1818)
- 14 janvier : 
  - Henry Edward Manning, cardinal anglais venu de l'anglicanisme, archevêque de Westminster (° 15 juillet 1808)
  - Lorenzo Ilarione Randi, cardinal italien de la Curie (° 12 juillet 1818)
  - Giovanni Simeoni, cardinal italien de la Curie, cardinal-secrétaire d’État (° 12 juillet 1816)
- 26 janvier : Jean Langevin, prélat canadien, premier évêque de Rimouski puis archevêque titulaire de Léontopolis-en-Augustamnique (de) (° 22 septembre 1821)
- 6 février : Michel-Édouard Méthot, prêtre et enseignant canadien (° 28 juillet 1826)
- 7 février : Édouard-Joseph Belin, prélat belge, évêque de Namur (° 28 août 1821)
- 23 février : Gaspard Mermillod, cardinal suisse, évêque de Lausanne (° 22 septembre 1824)
- 1er mars : Jean-Baptiste Jacquenet, prélat français, évêque d'Amiens (° 3 avril 1816)
- 16 mars : Martin Foucault, prêtre et historien français (° 21 mars 1808)
- 23 mars : Léon Provancher, prêtre et naturaliste canadien (° 10 mars 1820)
- 25 avril : Paul-François Puginier, prélat et missionnaire français, vicaire apostolique du Tonkin occidental et évêque titulaire de Mauricastre (de) (° 4 juillet 1835)
- 11 mai : Pius Bonifacius Gams, prêtre et historien allemand (° 23 janvier 1816)
- 15 mai : William Lockhart, prêtre britannique venu de l'anglicanisme (° 22 août 1820)
- 26 mai : Jean-Joseph Marchal, prélat français, archevêque de Bourges (° 22 avril 1822)
- 15 juin : Jacques-Théodore Lamarche, prélat français, évêque de Quimper (° 15 mars 1827)
- 26 juin : Augusto Theodoli, cardinal italien de la Curie (° 18 septembre 1819)
- 8 juillet : Francesco Battaglini, cardinal italien, archevêque de Bologne (° 13 mars 1823)
- 17 juillet : Giuseppe D'Annibale, cardinal italien de la Curie, précédemment évêque titulaire de Carystus (de) (° 22 septembre 1815)
- 21 juillet : Jean-Jacques Pouech, prêtre, géologue, paléontologue et archéologue français (° 28 mars 1814)
- 19 août : Friedrich Egon von Fürstenberg, cardinal autrichien, archevêque d'Olomouc (° 8 octobre 1813)
- 31 août : Louis Bacuez, prêtre et écrivain français (° 3 février 1820)
- 26 octobre : Joseph Fabre, prêtre français, supérieur général des oblats de Marie-Immaculée (° 21 novembre 1824)
- 13 novembre : Henri Verjus, prélat et missionnaire français, vicaire apostolique coadjuteur de Nouvelle-Guinée et évêque titulaire de Limyra (de), vénérable (° 26 mai 1860)
- 26 novembre : Charles Lavigerie, cardinal et missionnaire français, archevêque d'Alger et de Carthage, fondateur des Pères blancs et des Sœurs blanches (° 31 octobre 1825)
- 16 décembre : Edward Henry Howard, cardinal anglais de la Curie, précédemment archevêque titulaire de Néocésarée-du-Pont (de) (° 13 février 1829)
- 25 décembre : Jules-François Le Coq, prélat français, évêque de Nantes (° 8 octobre 1821)